# Amrita Narlikar
Amrita Narlikar ist eine indische Politikwissenschaftlerin und Professorin für Internationale Beziehungen an der Universität Hamburg.

## Werdegang
Narlikar machte das Bachelor-Examen in Geschichte am St. Stephen’s College, University of Delhi und ein erstes Master-Examen (Internationale Beziehungen) an der Jawaharlal Nehru University in Neu-Delhi. Ein weiteres Master-Examen legte sie am Balliol College der University of Oxford ab, wo sie auch promoviert wurde. Außerdem hat sie einen Doktortitel der University of Cambridge. Bevor sie 2015 nach Hamburg wechselte, forschte und lehrte sie an den britischen Universitäten Oxford, Exeter und Cambridge. 2019 wurde ihre GIGA-Präsidentschaft um fünf Jahre verlängert.
Narlikar ist non-resident Senior Fellow der Observer Research Foundation. Außerdem ist sie Honorary Fellow des Darwin College der (University of Cambridge) und Non-Resident Distinguished Fellow am Australia India Institute, University of Melbourne. Amrita war von 2014 bis 2024 Präsidentin des  German Institute for Global and Area Studies (GIGA). und hatte gleichzeitig eine W3-Professur für Internationale Beziehungen an der Universität Hamburg inne. Bevor sie nach Deutschland ging, lehrte Amrita an der Universität Cambridge, wo sie als „Reader“ für Internationale Politische Ökonomie (im Rahmen der internationalen Ausrichtung des Systems der Universität reguliert als Professorin) tätig war.

## Schriften (Auswahl)

### Monographien
- Strategic Choices, Ethical Dilemmas: Stories From the Mahabharat (co-authored). Penguin Random House, 2023, ISBN 978-0143459750
- Poverty narratives and power paradoxes in international trade negotiations and beyond. Cambridge University Press, New York 2020, ISBN 978-1-108-41556-9.
- mit Aruna Narlikar: Bargaining with a rising India. Lessons from the Mahabharata. Oxford University Press, Oxford 2014, ISBN 978-0-19-969838-7.
- New powers. How to become one and how to manage them. Columbia University Press, New York 2010, ISBN 978-0-231-70202-7.
- The World Trade Organization. A very short introduction. Oxford University Press, Oxford / New York 2005, ISBN 0-19-280608-4.
- International trade and developing countries. Bargaining and coalitions in the GATT and WTO. Routledge, London / New York 2003, ISBN 0-415-31859-9.

### Herausgeberschaften
- mit Johannes Plagemann und Sandra Destradi: India rising. A multilayered analysis of ideas, interests, and institutions. Oxford University Press, Neu Delhi 2020, ISBN 978-0-19-012116-7.
- mit Martin Daunton und Robert M. Stern: The Oxford handbook on the World Trade Organization. Oxford University Press, New York 2012, ISBN 978-0-19-958610-3.
- Deadlocks in multilateral negotiations. Causes and solutions. Cambridge University Press, Cambridge / New York 2010, ISBN 978-0-521-11374-8.
- mit Brendan Vickers: Leadership and change in the multilateral trading system. Republic of Letters Publishing, Boston 2009, ISBN 978-90-8979-010-1.